# ویجیتاپورا
ویجیتاپورا (به لاتین: Vijitapura) یک منطقهٔ مسکونی در سری‌لانکا است که در استان ساباراگامووا واقع شده‌است.